# Lambertus Slok
Lambertus Slok (Enkhuizen, 21 augustus 1904 - Huizen, 29 juni 1984) was van 1951 tot zijn dood in 1984 in de positie van apostel oprichter en leider van de Het Apostolisch Genootschap, op dat moment een Nederlandse christelijke gemeenschap.

## Levensloop
Slok werd opgevoed in een van huis uit Nederlands-hervormd gezin. Door het ziekbed van zijn oudere zus, die jong stierf, kwam het gezin in aanraking met de Hersteld Apostolische Zendingsgemeente in de Eenheid der Apostelen (HAZEA). De zus van Slok had via een oom kennisgemaakt met de voorganger van de HAZEA in Enkhuizen, Folkert Posthuma. Op haar sterfbed vroeg ze naar deze apostolische voorganger. Hoewel de vader van Slok aanvankelijk terughoudend was en liever een dominee liet komen, stemde hij uiteindelijk in. De charismatische Posthuma kwam op bezoek en maakte een onuitwisbare indruk op de hele familie Slok (moeder Slok was tijdens deze periode zwanger van Lambertus Slok). Vader Slok besloot dat de latere uitvaart in een Nederlands-hervormde kerk moest plaatsvinden. Hij stemde in met het verzoek van zijn dochtertje dat Folkert Posthuma deze uitvaart zou leiden. De dominee van de kerk wilde hier niet aan meewerken. Vader Slok besloot ter plekke om het gehele gezin uit te laten schrijven uit de Nederlandse Hervormde Kerk, en zich diezelfde dag nog aan te sluiten bij de Hersteld Apostolische Zendingsgemeente. De uitvaart vond dan ook aldaar plaats.
Niet veel later werd Lambertus Slok geboren. Zijn doop vond plaats in de Hersteld Apostolische Zendingsgemeente van Enkhuizen. Van jongs af aan toonde hij veel interesse in het apostolisch geloof. Lambertus Slok maakte dan ook snel carrière binnen de HAZEA. Op jonge leeftijd was hij al voorganger en voor zijn veertigste werd hij benoemd tot districtsoudste. Hij was de jongste en meest voortvarende districtsoudste van zijn tijd. Slok kon het goed vinden met de apostel van de Hersteld Apostolische Zendingsgemeente, J.H. van Oosbree. Ze gingen veel met elkaar om en hadden dezelfde geloofsvisie voor ogen.
Na het overlijden van apostel Van Oosbree werd op tweede paasdag 1946 diens geestelijk testament voorgelezen. Hierin werd Slok aangewezen als apostel van Nederland. Dit echter zonder toestemming van de Duitse moederkerk, de Neuapostolische Kirche, in Nederland de Nieuw Apostolische Kerk, voorheen HAZEA. De leiding van de Duitse moederkerk vond Slok te vooruitstrevend. Zijn geloofsvisie was anders dan die van de 'stamapostel', het internationale hoofd van de Neuapostolische Kirche. De aanwijzing van Slok werd daarom vanuit Duitsland aangevochten in een langdurige rechtsprocedure. De positie van Slok werd daarin met succes aangevochten. De overgrote meerderheid, ongeveer 90 procent, van apostolischen in Nederland bleef hem echter trouw. Zij verloren als gevolg van de gerechtelijke uitspraak in 1951 alle zeggenschap over de materiële bezittingen van het genootschap. Op 28 december 1951 scheidden Slok en zijn volgelingen zich af en stichtten officieel Het Apostolisch Genootschap. Lambertus Slok bleef tot zijn dood apostel bij deze organisatie. Hij werd opgevolgd door zijn zoon Jan L. Slok.